# Olef (Schleiden)
Olef ist ein Stadtteil von Schleiden im nordrhein-westfälischen Kreis Euskirchen. Er liegt an der Olef zwischen Schleiden und Gemünd. Östlich der Ortschaft entspringen der Selbach und der Rosselbach, beide münden in die Olef. Olef ist mit über 1.100 Einwohnern der drittgrößte Stadtteil. Im Ort liegen ein Kindergarten und die katholische Kirche St. Johann Baptist.

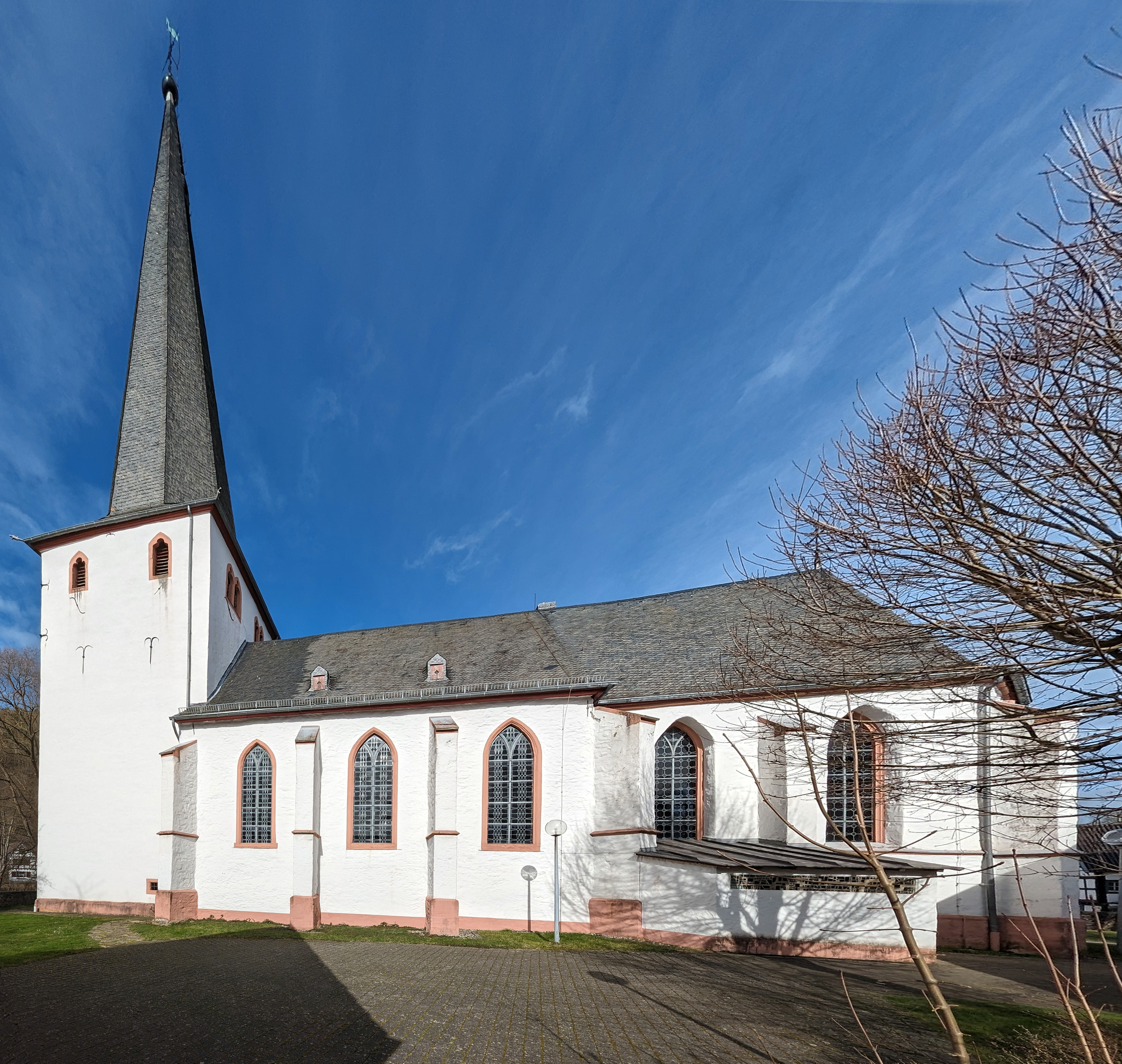
St. Johann Baptist zu Olef

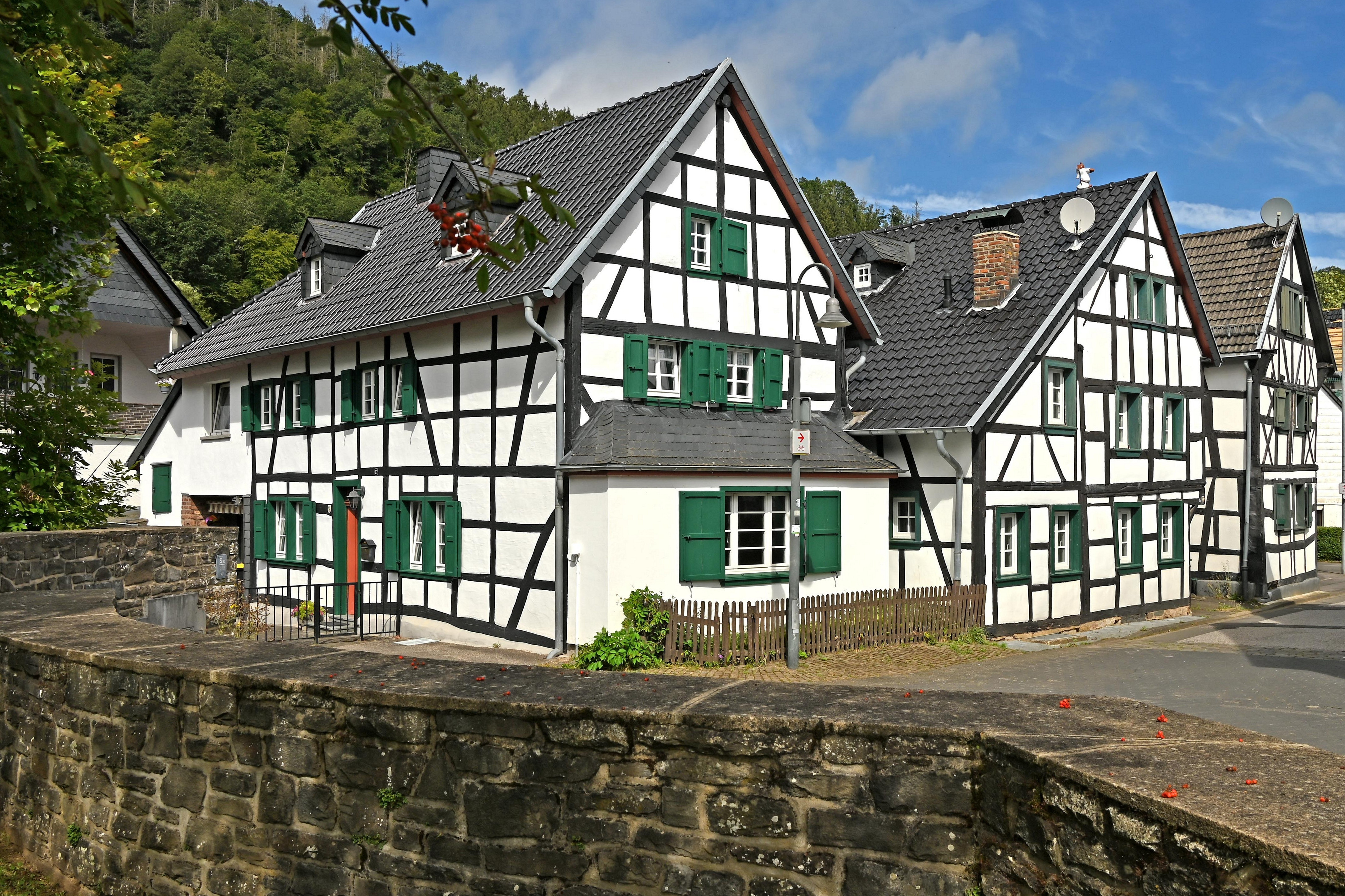
Typische Fachwerkhäuser in Olef

## Geschichte
Gesichert wurde Olef erstmals 1252 erwähnt. Auch die Pfarrkirche bzw. ihr Westturm stammt aus dem 13. Jahrhundert; sehenswert ist das Taufbecken aus Namurer Blaustein und der seltene doppelstöckige Altar. Im 14. Jahrhundert gehörte der Pfarrort Olef zur Jülicher Unterherrschaft Dreiborn.
Bis zur Neugliederung der Gemeinden und Kreise des Neugliederungsraumes Aachen, die am 1. Januar 1972 wirksam wurde, gehörte Olef zur gleichzeitig aufgelösten Gemeinde Dreiborn.

## Wirtschaft und Infrastruktur
Zur Industrie gehört die Holzstoff- und Lederpappenfabrik Olef GmbH.

### Verkehr
Durch Olef verläuft die B 265. Die nächsten Autobahnanschlussstellen sind Bad Münstereifel/Mechernich oder Wißkirchen auf der A 1 und Aachen-Lichtenbusch auf der A 44.
Die Oleftalbahn, welche heute nur noch als Museumsbahn und für den Güterverkehr genutzt wird, besitzt einen Haltepunkt im Ort. Bundesweit einmalig ist die anschließende Streckenführung der normalspurigen Strecke mitten über den Olefer Dorfplatz. Bei jeder Überfahrt des Dorfplatzes muss dem Zug daher ein Rangierer mit Warnflagge vorausgehen. Nur in Bad Doberan gibt es etwas Vergleichbares; allerdings verkehrt dort eine Schmalspurbahn (Bäderbahn Molli).
Der ÖPNV wird heute ausschließlich per Linienbus durchgeführt, im Ort befinden sich zwei Bushaltestellen. Olef liegt im Verbundraum des Verkehrsverbundes Rhein-Sieg (VRS). Die Buslinien des VRS werden vom Regionalverkehr Köln (RVK) betrieben. Darüber hinaus ist Olef auch mit einer Buslinie aus dem Aachener Verkehrsverbund (AVV) angeschlossen, welche von Rurtalbus bedient wird.
| Linie | Betreiber | Verlauf |
| ----- | --------- | --- |
| 231   | Rurtalbus | Froitzheim – Ginnick – Embken – Wollersheim – Vlatten – Heimbach Bf – (Hasenfeld – Schwammenauel – Kermeter – Urfttalsperre/Hastenbach / Abtei Mariawald) / (Hergarten – Düttling) – Wolfgarten – Gemünd – Nierfeld – Olef – Schleiden |
| 829   | RVK       | (Kall Bf – Kall Gemünder Str – Anstois – Gemünd – Nierfeld – Olef –) Schleiden – Oberhausen – Blumenthal – Hellenthal |
| SB81  | RVK       | Schnellbus: Kall Bf – Kall Gemünder Str – Anstois – Gemünd – Nierfeld – Olef – Schleiden – Oberhausen – Blumenthal – Hellenthal |

### Tourismus
Der Fernwanderweg Eifelsteig führt durch den Ortskern.

## Persönlichkeiten
- Georg Keßler (* 1932), deutscher Fußballspieler und -trainer
- Franz Peters (Künstler)